# Avenue du Pesage
L’avenue du Pesage (en néerlandais : Waaglaan) est une voie de circulation située sur le territoire de la commune d'Ixelles, en Belgique. Elle relie le square du Solbosch à la place Marie-José.

## Histoire
Le nom de l'avenue du Pesage trouve son origine dans le sport hippique. En effet, la proximité de l'Hippodrome de Boitsfort a influencé le nommage de certaines des rues du quartier, lesquelles ont alors reçu des noms tirés du jargon hippique comme l'avenue du Derby par exemple. En hippisme, le pesage désigne l'action de peser les jockeys et leur selle avant une course ainsi que le lieu destiné à cette pratique.
L'avenue a été décrite comme particulièrement accidentogène (49 accidents dénombrés entre 2004 et 2014), surtout à l'intersection avec l'avenue des Scarabées, ce qui a poussé les autorités à mettre en place divers aménagements,,,,,.

## Transports en commun
La ligne de tram 8 suit l'avenue sur toute sa longueur. Il n'y a pas d'arrêts spécifiques sur celle-ci mais bien à ses deux extrémités (Solbosch et Marie-José).